# Augustinern 54 (Quedlinburg)

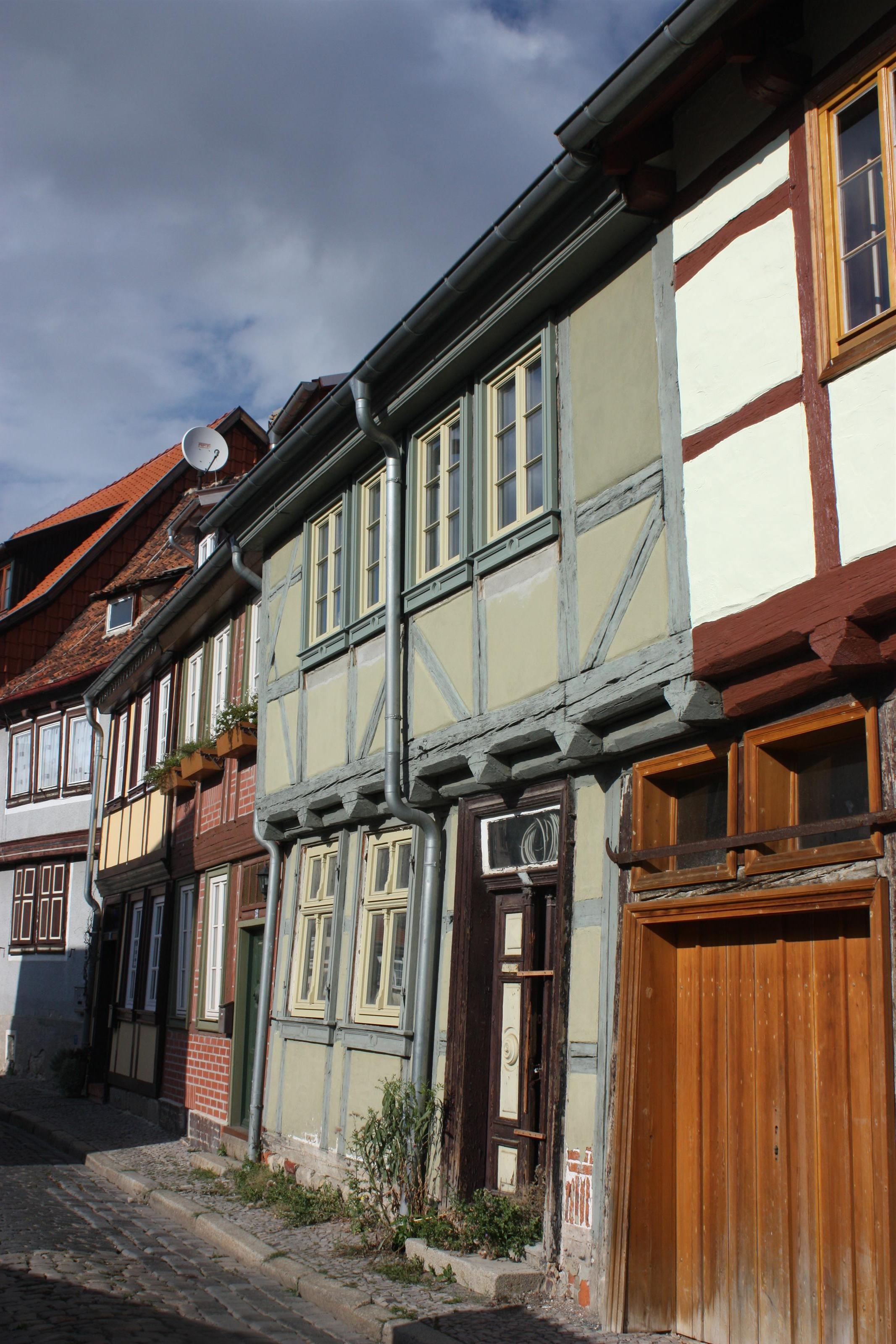
Haus Augustinern 54

Das Haus Augustinern 54 ist ein denkmalgeschütztes Gebäude in der Stadt Quedlinburg in Sachsen-Anhalt.

## Lage
Es befindet sich im nördlichen Teil der historischen Quedlinburger Neustadt und gehört zum UNESCO-Weltkulturerbe. Im Quedlinburger Denkmalverzeichnis ist es als Wohnhaus eingetragen. Nördlich grenzt das gleichfalls denkmalgeschützte Augustinern 53 an.

## Architektur und Geschichte
Das zweigeschossige, breit angelegte Fachwerkhaus entstand um das Jahr 1700. Die elf Gebinde umfassende Fassade ist im Stil des Quedlinburger Barocks gestaltet. So finden sich die Elemente des Fußbands und des Halben Manns sowie typische Verzierungen wie Pyramidenbalkenköpfe und Fasungen an Stockschwelle und Füllhölzern.
Im 19. Jahrhundert wurde das Fachwerk des Erdgeschosses unter Einsatz eines Ständerrhythmus erneuert. Türen und Fenster stammen aus der Gründerzeit.